# Uğur Aktaş (karaté)
Pour les articles homonymes, voir Uğur Aktaş et Aktaş.
Uğur Aktaş, né le 10 octobre 1995, est un karatéka turc. Il a remporté la médaille d'or du kumite moins de 84 kilos aux championnats d'Europe de karaté 2016 à Montpellier, aux championnats d'Europe de karaté 2017 à Izmit et aux championnats d'Europe de karaté 2019 à Guadalajara. Il est médaillé de bronze aux Championnats d'Europe de karaté 2015 à Istanbul, aux Jeux européens de 2015 à Bakou aux Championnats d'Europe de karaté 2018 à Novi Sad et aux Championnats du monde de karaté 2018 à Madrid.
Il est médaillé d'argent de kumite par équipes aux Mondiaux de 2018, et médaillé d'or de kumite par équipes aux Championnats d'Europe de karaté 2018 ainsi qu'aux Championnats d'Europe de karaté 2019.
Il obtient la médaille de bronze en kumite individuel des moins de 84 kg lors des Jeux méditerranéens de 2022 à Oran.
Il est médaillé de bronze en kumite par équipes aux Championnats d'Europe de karaté 2023 à Guadalajara.